# Evgueni Uliashev
Evgueni Uliashev (1988) es un deportista ruso que compite en triatlón. Ganó una medalla de bronce en el Campeonato Mundial de Triatlón de Invierno de 2022, y una medalla de bronce en el Campeonato Europeo de Triatlón de Invierno de 2022.

## Palmarés internacional
| Campeonato Mundial | Campeonato Mundial            | Campeonato Mundial | Campeonato Mundial |
| Año                | Lugar                         | Medalla            | Prueba             |
| ------------------ | ----------------------------- | ------------------ | ------------------ |
| 2022               | San Julián de Loria (Andorra) | Medalla de bronce  | Individual         |
| Campeonato Europeo |                               |                    |                    |
| Año                | Lugar                         | Medalla            | Prueba             |
| 2022               | Rotzo (Italia)                | Medalla de bronce  | Individual         |